# Andinoacara biseriatus
Espèce
Synonymes
- Aequidens biseriatus

Statut de conservation UICN

 VU B1ab(iii) : Vulnérable
Andinoacara biseriatus est une espèce de poisson d'eau douce de la famille des Cichlidés vivant en Amérique du Sud.

## Description
Andinoacara biseriatus mesure jusqu'à 8 cm pour les mâles et 12 cm pour les femelles (maximum observé : 16 cm).

## Répartition
Cette espèce a été observée uniquement en Colombie dans les fleuves de Río Atrato, Río San Juan, Dagua River (en) et Río Baudó.